# داگ لمبرن
دوگ لمبرن (به انگلیسی: Doug Lamborn) نمایندهٔ حوزه انتخابیه پنجم کلرادو از حزب جمهوری‌خواه ایالات متحده آمریکا در مجلس نمایندگان ایالات متحده آمریکا است که برای نخستین‌بار در ۱۴ ژانویه ۲۰۰۷ میلادی به‌عضویت این مجلس درآمد.